# Дацюань-Татарская национальная волость
Дацюань-Татарская национальная волость (тат. Дацюань-Татар милли волосте, уйг. داچۈەن تاتار يېزىسى‎) — национальная волость в уезде Цитай Чанцзи-Хуэйского АО, Синьцзян-Уйгурского АР, Китай.
Волость образована 25 июля 1989 года в районе компактного проживания китайских татар, которые переселились туда из Сибири в 1830-е годы.
Площадь волости — 1400 км². Население составляет 4108 чел., из которых 1450 чел. (35 %) являются татарами. Население волости занято, в основном, сельским хозяйством — как скотоводством, так и растениеводством.